# FCoE
FCoE (Fibre Channel over Ethernet) — тунельний протокол у комп'ютерних мережах, який застосовується для інкапсуляції фреймів Fibre Channel у фрейми Ethernet. Це дозволяє використовувати 10 Gigabit Ethernet, або ще більш високі швидкісні стандарти, такі як 40 Gigabit Ethernet та 100 Gigabit Ethernet, для передачі даних по протоколу Fibre Channel.
У 2009 році Міжнародний комітет по стандартам інформаційних технологій опублікував офіційний стандарт «T11 FC-BB-5» цього протоколу. Перша комерційна реалізація FCoE була зроблена на комутаторах Cisco Nexus, що позиціюються як спеціалізоване обладнання для дата-центрів та забезпечують інтеграцію LAN та SAN мереж.

## Історія
Проблема консолідації (уніфікації) засобів і протоколів вводу/виводу потоків інформації почалася одночасно з появою комп'ютерної техніки. З еволюцією розвитку, як самих комп'ютерів, носіїв інформації так і комп'ютерних мереж виникла ситуація, що дата-центри підприємств та сервіс-провайдерів мали окремі локальні комп'ютерні мережі та мережі зберігання даних.
Піонером в інтеграції мереж LAN і SAN була компанія Tandem Computers зі своїм продуктом ServerNet, який вийшов на ринок у 1994 році, але не мав великого успіху. Згодом Tandem Computers була придбана компанією Compaq. Compaq спільно з IBM та Hewlett-Packard продовжили розробки у цьому напрямку, програма називалася Future I/O. Друга група компаній Intel, Microsoft і Sun Microsystems розробляли конкуруючий продукт Next Generation I/O (NGIO). Дві групи розробників вирішили об'єднати свої зусилля і в результаті в 1999 році був анонсований System I/O стандарт, який незабаром отримав назву InfiniBand.
З кінця 1990-х років компанії Cisco та IBM почали роботи по інтеграції популярного інтерфейсу SCSI з протоколами TCP/IP. У результаті було розроблено протокол iSCSI тобто Інтернет SCSI, який було остаточно стандартизовано у 2003 році. iSCSI мав великий успіх на підприємствах малого і середнього бізнесу, але мав проблеми сумісності з комп'ютерним обладнанням сторонніх виробників, при спробах використання в дата-центрах.
Для створення промислового стандарту, який би задовольняв вимогам, як виробників IT обладнання так і споживачів та провайдерів IT послуг була створена велика робоча група з представників провідних IT компаній. Вибір упав на розробку тунельного протоколу, що дозволяв би передавати трафік Fibre Channel по мережі Ethernet. У розробці цього протоколу брали участь Cisco, Brocade Communications Systems, IBM, HP, EMC, Intel, QLogic, Emulex, Broadcom, Sun Microsystems, Mellanox Technologies та Hitachi Data Systems.

## Функціонал
Комп'ютерні мережі дата-центрів будуються на основі TCP/IP моделі, a на рівні мережевих інтерфейсів цього стеку протоколів, використовуються різновиди протоколу Ethernet. В термінах мережевої моделі OSI Ethernet працює на фізичному та канальному рівнях. Іншими словами Ethernet використовується для передачі пакетів IP-протоколу, які інкапсулюються у Ethernet фрейми.
Мережа зберігання даних (англ. Storage Area Network (SAN)) дата-центрів будується на основі протоколу Fibre Channel. Протокол Fibre Channel не належить до TCP/IP стеку та не може бути описаним у термінах мережевої моделі OSI, але має власну концепцію рівней.
FCoE забезпечує передачу трафіку Fibre Channel безпосередньо по мережі Ethernet зберігаючи адресацію Fibre Channel. Технічно Fibre Channel рівні: FC-0 фізичний та FC-1 кодування, заміщуються протоколом Ethernet. Верхні Fibre Channel рівні: FC-2 кадрування і сигналізація, FC-3 загальних для вузла служб та FC-4 відображення протоколів, лишаються незмінними.
На відміну від популярного протоколу iSCSI, FCoE не використовує мережу TCP/IP, як таку, тобто не має ніякої взаємодії з протоколом IP.